# 張瑞 (成化進士)
張瑞（1453年—？），字廷信，福建興化府莆田縣人，鹽籍，明朝政治人物。

## 生平
福建鄉試第三十六名舉人。成化二十三年（1487年）中式丁未科會試第二百九十三名，三甲第二百三十四名進士。

## 家族
曾祖張彥肅；祖父張惟益，封評事；父張時復，母陳氏。严侍下。